# Kościół Świętej Trójcy w Popradzie
Kościół Świętej Trójcy – ewangelicki kościół w Popradzie. Znajduje się na placu św. Idziego (Námestie svätého Egídia).
Ewangelicka parafia w Popradzie powstała około 1545, po tym gdy reformacja pojawiła się na Spiszu. W okresie kontrreformacji, ewangeliccy duchowni zostali wydaleni z miasta w 1674, a protestanci spotykali się do 1743 wyłącznie w prywatnych domach. Dopiero w 1760 mogli postawić kościół drewniany.
Kościół murowany został wybudowany w latach 1829-1834. Jego konsekracji dokonano 24 czerwca 1835 podczas Święta Trójcy Świętej. Jego projektantem w ścisłym stylu klasycystycznym był Ján Fabrici. Z kolei ołtarz pochodzi z 1840 i jest dziełem miejscowych rzemieślników: Samuela Justa, Samuela Grentznera oraz Pavla Fábryho.
W 1860 budynek spłonął, został odbudowany nakładem miejscowego przedsiębiorcy, Dawida Husza, oraz pastora Karola Wünschendorfera.
Na fasadzie kościoła znajduje się łacińska inskrypcja "Deo posuit coetus evangelicus anno 1834".
W kościele znajduje się pochodzący z 1830 nagrobek pastora i szlachcica Ondreja Fabriciego, który pracował w Popradzie przez 41 lat. 